# Подленжиці
Подленжиці (пол. Podłężyce) — село в Польщі, у гміні Серадз Серадзького повіту Лодзинського воєводства.
Населення — 211 осіб (2011).
У 1975-1998 роках село належало до Серадзького воєводства.

## Демографія
Демографічна структура станом на 31 березня 2011 року:
|          | Загалом | Допрацездатний вік | Працездатний вік | Постпрацездатний вік |
| -------- | ------- | ------------------ | ---------------- | -------------------- |
| Чоловіки | 106     | 22                 | 73               | 11                   |
| Жінки    | 105     | 21                 | 61               | 23                   |
| Разом    | 211     | 43                 | 134              | 34                   |